# OpenStreet
OpenStreet株式会社（オープンストリート）は、モビリティシェアサービスおよびIoTデバイスの開発、提供を行うスタートアップ企業である。
同社の展開する「HELLO CYCLING」は、2025年1月現在、全国26都道府県約200市区町村で10,000カ所以上のステーションを展開し、400万人以上の利用者を有する国内最大級のシェアサイクルプラットフォームである。

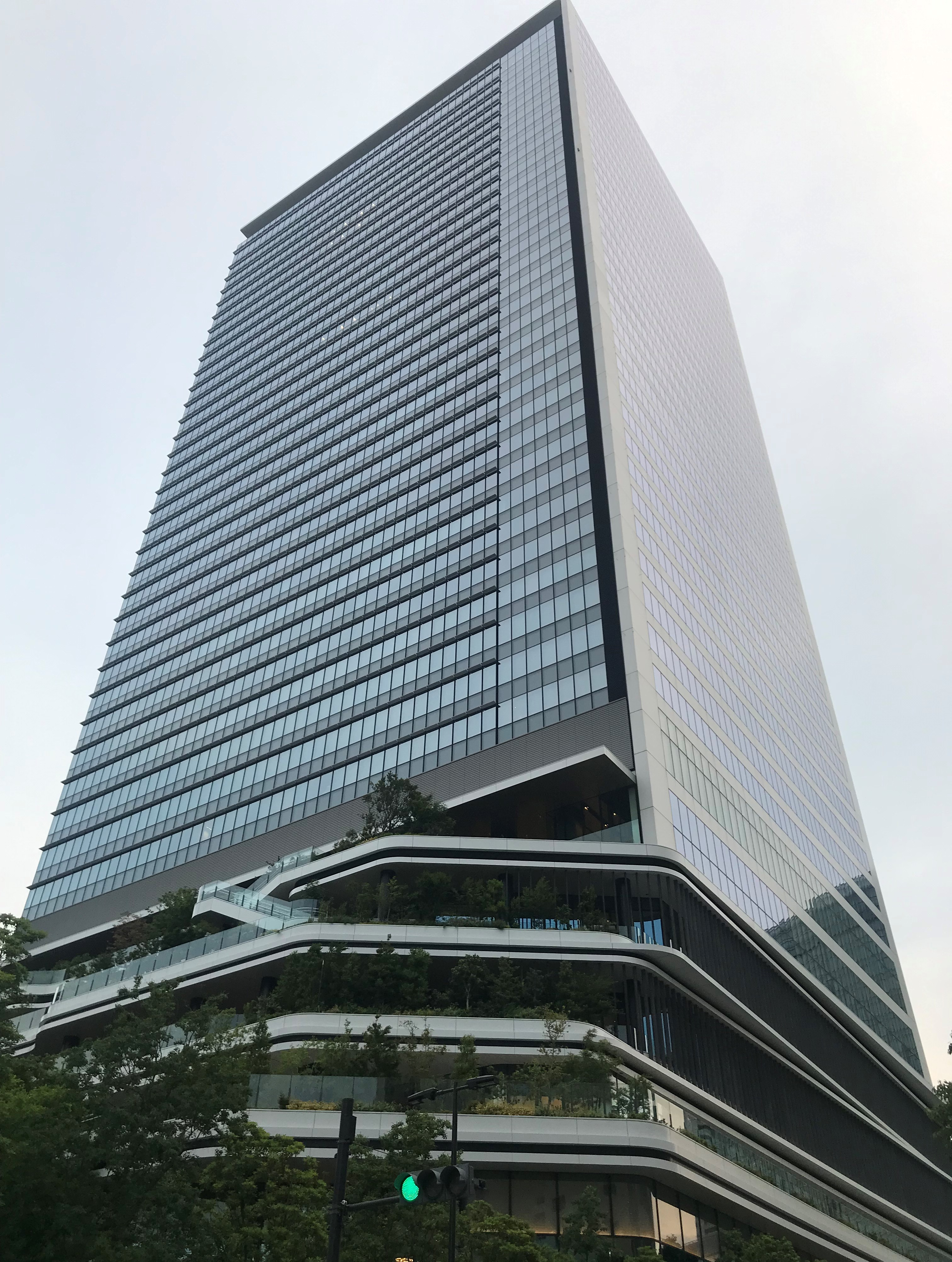
本社所在地：東京ポートシティ竹芝 オフィスタワー

## 概要
ソフトバンクが2011年から実施している新規事業提案制度「ソフトバンクイノベンチャー」で提案され、社内ベンチャーとして設立された。
2016年11月10日よりパートナー企業（サイクルベースあさひ、シナネンサイクル、JTBパブリッシング等）と連携して自転車シェアリングシステム「HELLO CYCLING（ハローサイクリング）」およびスクーターシェアリングシステム「HELLO MOBILITY（ハローモビリティ）」を展開している。
2020年1月にはENEOSホールディングスとの協業を発表し、2023年を目処に太陽光発電や蓄電池を活用したシェアモビリティの供給ステーション及びデータプラットフォームの構築を目指すと表明した。2021年5月には東日本旅客鉄道との資本業務提携を発表し、駅と地域間の移動機能の拡充を表明した。
2022年6月28日、OpenStreetが提供する自転車シェアリングのデータが、国際的に用いられているマイクロモビリティの標準フォーマットであるGeneral Bikeshare Feed Specification（GBFS）形式で、公共交通オープンデータセンターを通じてオープンデータとして提供が開始された。
2024年7月10日、NTTドコモ傘下のシェアサイクル運営会社であるドコモ・バイクシェアとの間で業務提携を締結。2025年度に一部地域のサイクルポートを共用化することを発表した。
2025年3月には、東急株式会社と資本業務提携契約を締結した。両社は2023年6月から、東急バス株式会社との連携を通じて、バス営業所や折返所へのシェアサイクルステーションやEVカーシェアステーションの設置などを進めてきた。今回の提携により、OpenStreetが保有する移動データを活用し、東急線沿線の駅や商業施設へのアクセス性の向上を図るなど、まちづくりやモビリティ領域での協業が強化される。

## 沿革
- 2010年（平成22年）3月30日 - ソフトバンクがアーキエムズと共同で京都市内のコミュニティサイクル事業「まちかどミナポート」を開始[11][12]。
- 2015年（平成27年）10月16日 - ソフトバンクが京都市内でデリバリー型自転車レンタルサービスを開始[13]。
- 2016年（平成28年）
  - 11月1日 - OpenStreet株式会社を設立。
  - 11月10日 - 東京都中野区で「シェアペダル」提供開始[14]。
- 2017年（平成29年）
  - 3月30日 - さいたま市と「エコモビ」、ベルニクスと「ベルシェアリング」提供開始[15]。
  - 4月1日 - 小山市と野木町で「らくーる」提供開始[16]。
  - 7月7日 - 府中市のさくらコマースと「のりすけ」提供開始。
  - 8月9日 - ソフトバンクC&Sがofoとシェアバイク事業の協業について基本合意[17]。
  - 10月14日 - 岡崎市のサイクルシェア実証実験にシェアリングシステム導入（2018年3月31日まで）[18]。
  - 11月21日 - セブン-イレブン、シナネンサイクルと提携し、さいたま市内のコンビニをシェアサイクル拠点化。2018年末までに1,000店にシェア自転車5,000台を設置予定[19]。
  - 12月15日 - 阪神電鉄グループの阪神ステーションネットが自転車シェアリングサービスを開始[20]。
  - 12月18日 - 香川県小豆島のハローアイランドが行う実証実験にシェアリングシステム導入（2018年5月7日迄）[21]。
- 2018年（平成30年）
  - 1月12日 - 千葉市シェアサイクル実証実験の運用事業者に採用[22]。
  - 2月1日 - 横須賀市がシェアサイクルサービスを開始[23]。
  - 3月8日 - ヤフー子会社であるZコーポレーションが資本参加[24]。APAMANグループと提携[25]。
  - 5月1日 - 沖縄ヤマハが沖縄県那覇市でシェアサイクルサービスを開始[26]。
  - 5月11日 - 台東区のタウンサイクル事業実証実験に参加（2019年3月31日まで）[27]。
  - 6月21日 - シナネンサイクルと協業し、イトーヨーカドーの敷地内にシェアサイクルステーション設置[28]。
  - 8月6日 - 大東建託が管理する賃貸住宅において居住者向けのシェアサイクルサービスを試行[29]。
  - 8月15日 - 伊藤忠アーバンコミュニティと共同で大阪ベイタワーにてシェアサイクル提供開始[30]。
- 2019年（令和元年）
  - 9月20日 -「HELLO SCOOTER（ハロースクーター）」の提供開始[31]。
  - 10月 – プロトソリューションが展開する沖縄の「CYCY」シェアサイクル事業に対し、「HELLO CYCLING」プラットフォームを提供[32]
- 2020年（令和2年）
  - 1月31日 - JXTGホールディングス（現・ENEOSホールディングス）と協業。
  - 5月18日 - 新型コロナウイルス感染症の影響を受けた飲食店支援の一環として、さいたま市と協力し、店舗従業員によるデリバリー用途に「HELLO CYCLING」「HELLO SCOOTER」を一定期間無償提供。また、アプリ内での地域店舗情報の無償掲載も実施[33]。
  - 9月11日 - ソフトバンクが運営するパーキングシェアリングサービス「BLUU Smart Parking」の事業を譲受。シェアリングビジネスにおける戦略的統合の一環として、サービスの提供をOpenStreetが継続[34]。
  - 10月21日 - 双日株式会社と資本業務提携契約を締結。双日は米国法人のコーポレートベンチャーキャピタルを通じて第三者割当増資を引き受け、HELLO CYCLINGの高度化や海外展開に向けた協業を開始[35]。
- 2021年（令和3年）
  - 5月10日 - 東日本旅客鉄道株式会社（JR東日本）と資本業務提携契約を締結。OpenStreetの第三者割当増資をJR東日本が引き受け、駅と地域をつなぐ移動サービスの拡充に向けた連携を開始[36]。
  - 9月18日 - 江ノ島電鉄と連携し、神奈川県湘南エリアで次世代型e-Bike「KUROAD（クロード）」の本格展開を開始。実証実験を経て、HELLO CYCLINGのe-Bikeラインアップに加わる[37]。
  - 11月18日 - 東京都が西新宿地域で実施する「ポート用地共同利用検証事業」に参画。複数の自転車シェアリング事業者によるポートの共同利用に関する運用手法の検証を目的とした取組[38]。
- 2022年（令和4年）
  - 6月28日 - 公共交通オープンデータ協議会と連携し、HELLO CYCLINGのステーション情報（位置情報や駐輪状況）を、GBFS（General Bikeshare Feed Specification）形式でオープンデータとして公開。GBFS形式での自転車シェアリングデータのオープン化は日本初の事例[39]。
  - 7月19日 - PayPay株式会社と連携し、キャッシュレス決済アプリ「PayPay」上でHELLO CYCLINGが利用できるミニアプリ「シェアサイクル」の提供を開始[40]。
- 2023年（令和5年）
  - 4月24日 - HELLO CYCLINGの協定締結または連携を実施している自治体が累計100に到達[41]。
  - 4月27日 - 伊藤忠エネクス株式会社を引受先とする第三者割当増資を通じて、資本業務提携契約を締結[42]。
  - 6月6日 - LINEミニアプリ「HELLO CYCLING for LINE」の対応エリアを全国に拡大。2022年1月から一部地域で実証を行っていたサービスを本格展開[43]。
- 2024年（令和6年）
  - 1月30日 - 改正道路交通法で定められた「特定小型原動機付自転車」に分類される、フル電動・座り乗りタイプの「電動サイクル」のシェアリングサービスを開始。2輪座り乗り型「特定小型原付」のシェアサービスは国内初[44]。
  - 3月26日 - 中国の決済プラットフォーム「Alipay（支付宝）」内で、HELLO CYCLINGのミニアプリの提供を開始[45]。
  - 7月10日 - ドコモ・バイクシェアとの間で業務提携を締結[8][9]。
  - 11月27日 - 大阪府堺市、大阪府住宅供給公社と連携し、歩行領域モビリティ「COMOVE（コモビ）」の無人シェアリングに向けた実証事業を開始した[46]。
- 2025年（令和7年）
  - 4月3日 - 東急株式会社と資本業務提携契約を締結[47]。
  - 6月2日 - 横浜市、株式会社ドコモ・バイクシェアとの3者により、全国で初めて異なるシェアサイクル事業者間の相互乗り入れを可能とする「共同ポート」の運用が横浜市内で開始された[48]。
  - 6月18日 -  RYDE株式会社と連携し、交通系アプリ「RYDE PASS」上でHELLO CYCLINGのサービス提供を開始[49]。

## HELLO CYCLING

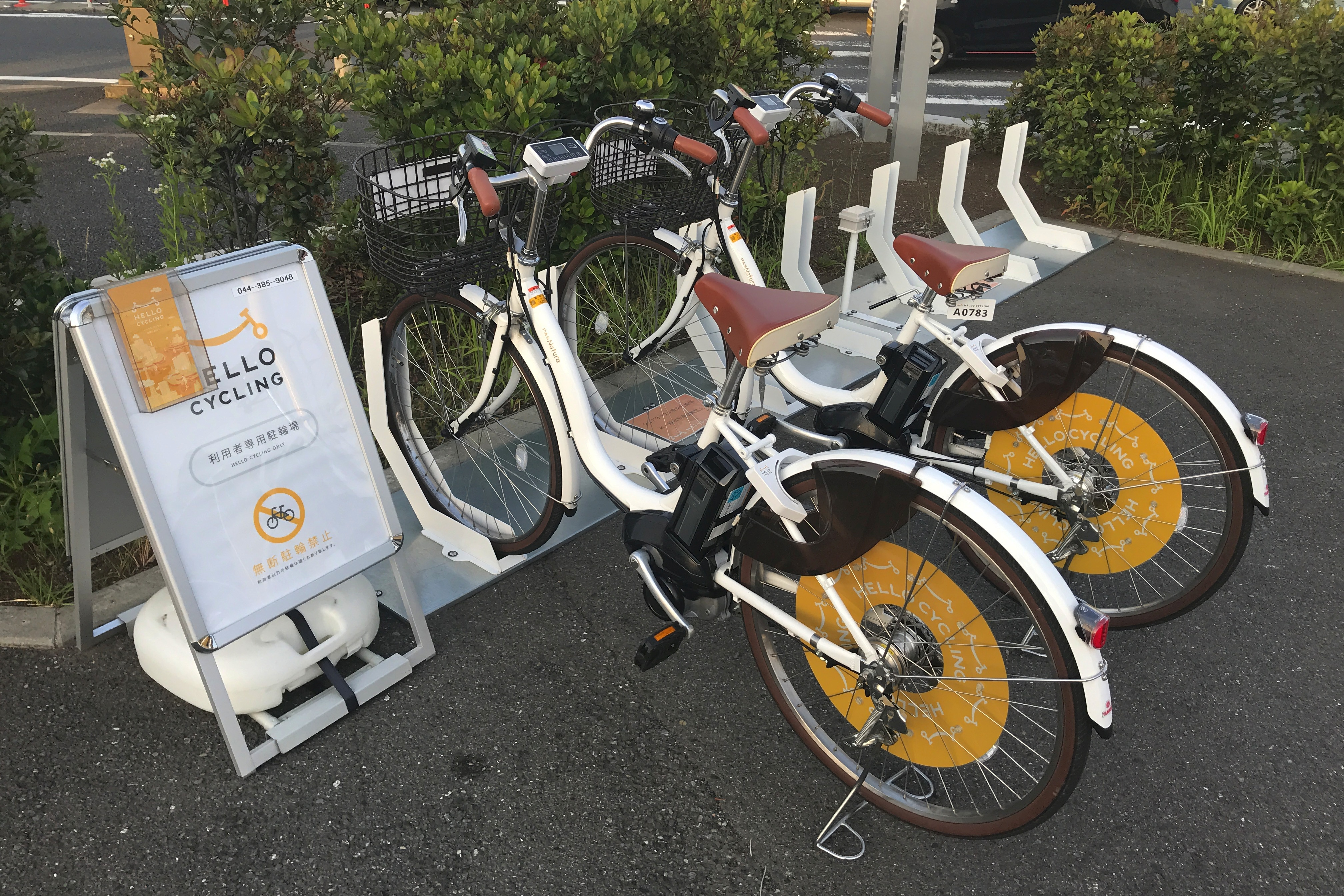
コンビニエンスストアの敷地内に設置されたステーション（運営：シナネンサイクル）

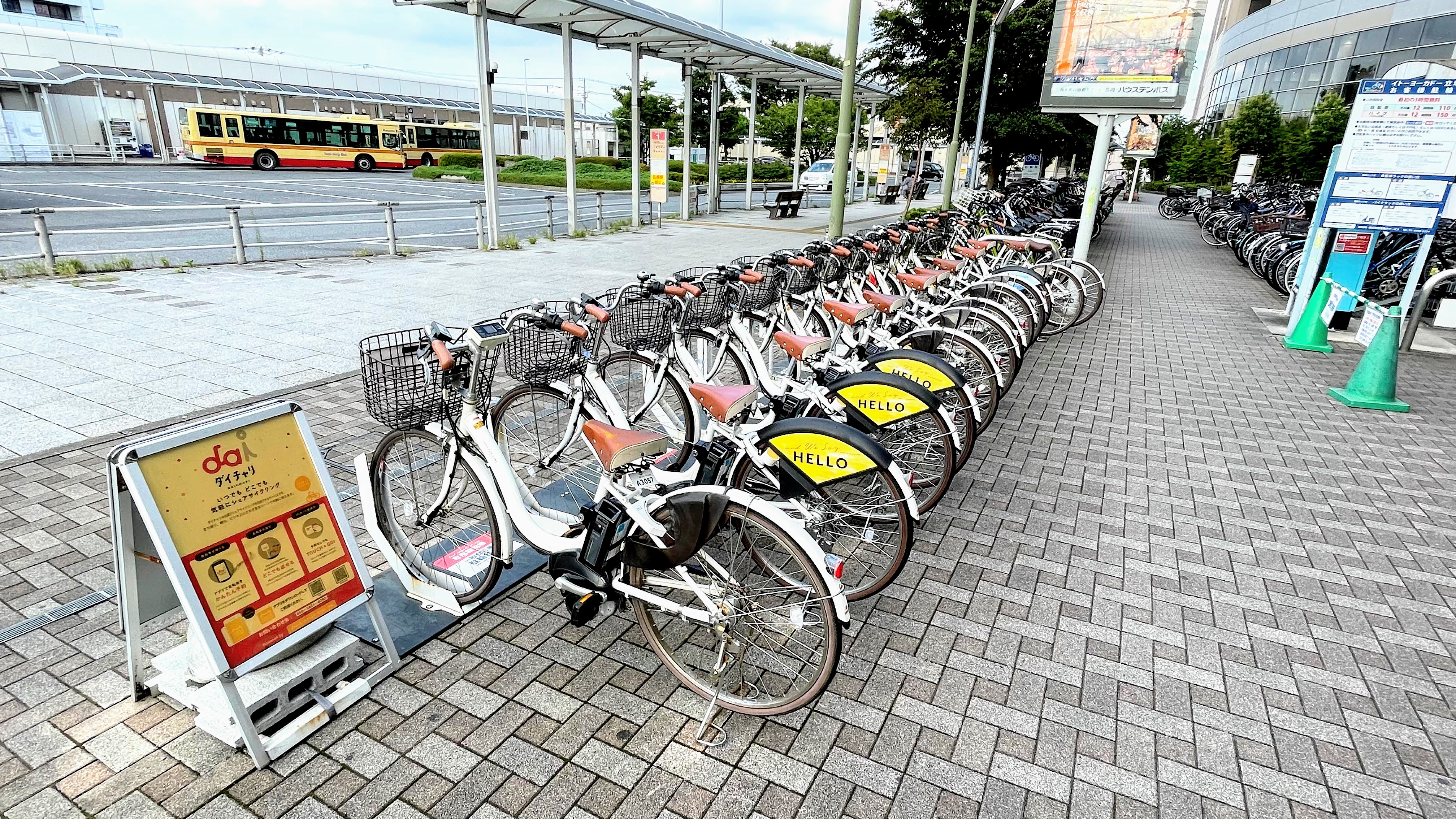
駅前の大型スーパーの前に設置されたステーション（ブランド名：ダイチャリ　運営：シナネンモビリティ＋）

### 利用方法
HELLO CYCLINGは24時間利用可能で、利用開始の30分前から公式サイトまたはアプリでステーションを選び自転車を予約できる。交通系ICカードやFeliCa対応スマートフォンを利用する場合は予約不要である。  
貸出後には、返却予定のステーションを事前に予約することも可能である。  
利用時は、ステーションで自転車と予約した車両番号が一致していることを確認し、アプリで「解錠」ボタンを押すか、登録済みの交通系ICカードをかざすことでスマートロックが開錠される。  
返却時はステーションで後輪のスマートロックを施錠し、アプリで「返却」ボタンを押すか、スマートロックの「RETURN」ボタンを押す。異なるステーションへの返却も可能だが、満車の場合は返却できない。

### 決済方法
料金はエリアや車種によって異なるが、首都圏では最初の30分が160円、その後は15分ごとに160円が加算され、12時間の上限料金は2,500円である。  
支払い方法はクレジットカード、キャリア決済、PayPayなどに対応している。

### ICカード利用
事前に登録した交通系ICカードをスマートロックの解錠に利用できる。ただし、このICカードでの料金支払いには対応していない。

### 特定小型原付のシェアリングサービス開始
2024年1月30日には、国内最大級のシェアサイクルプラットフォーム「HELLO CYCLING」において、フル電動でペダルを漕がないことを特長とした「電動サイクル」のシェアリングサービスが開始された。この「電動サイクル」は、2023年7月1日に施行された改正道路交通法に規定する「特定小型原動機付自転車」に分類され、2輪座り乗りタイプの特定小型原付のシェアリングサービスとしては国内初となる。

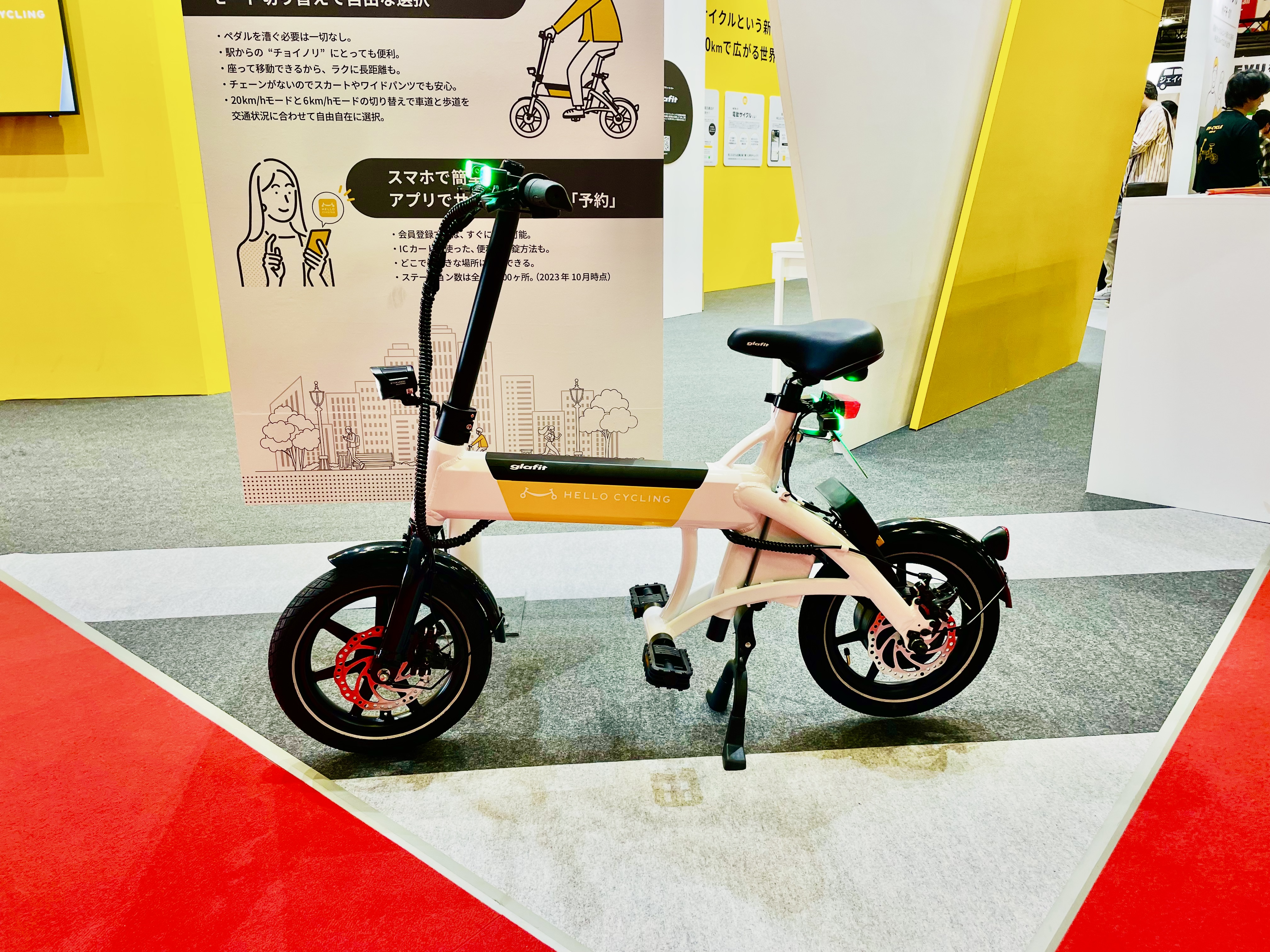
2輪座り乗りタイプの特定小型原付

### 横浜市での共同ポート事業
横浜市は、ドコモ・バイクシェアおよびOpenStreetと共同で、2025年6月2日から「横浜市シェアサイクル事業」の一環として、異なる事業者の車両が相互に利用・返却可能な「共同ポート」の運用を開始した。これにより、全国で初めて共同ポート化による相互乗り入れが実現し、利用者は市内全域でのシームレスな移動が可能となる。

共同ポートは、まず鶴見区、神奈川区、西区、中区、南区、保土ケ谷区、磯子区の7区の一部（94箇所）で運用を開始。共同ポートでは、ドコモ・バイクシェア（baybike）とHELLO CYCLINGの自転車が相互に乗り入れ可能となり、利用者は各事業者のアプリから登録している事業者の自転車であれば、他方のポートでも自由に利用・返却ができる。この共同ポート化は、2025年度中に市内全域へ拡大される予定である。

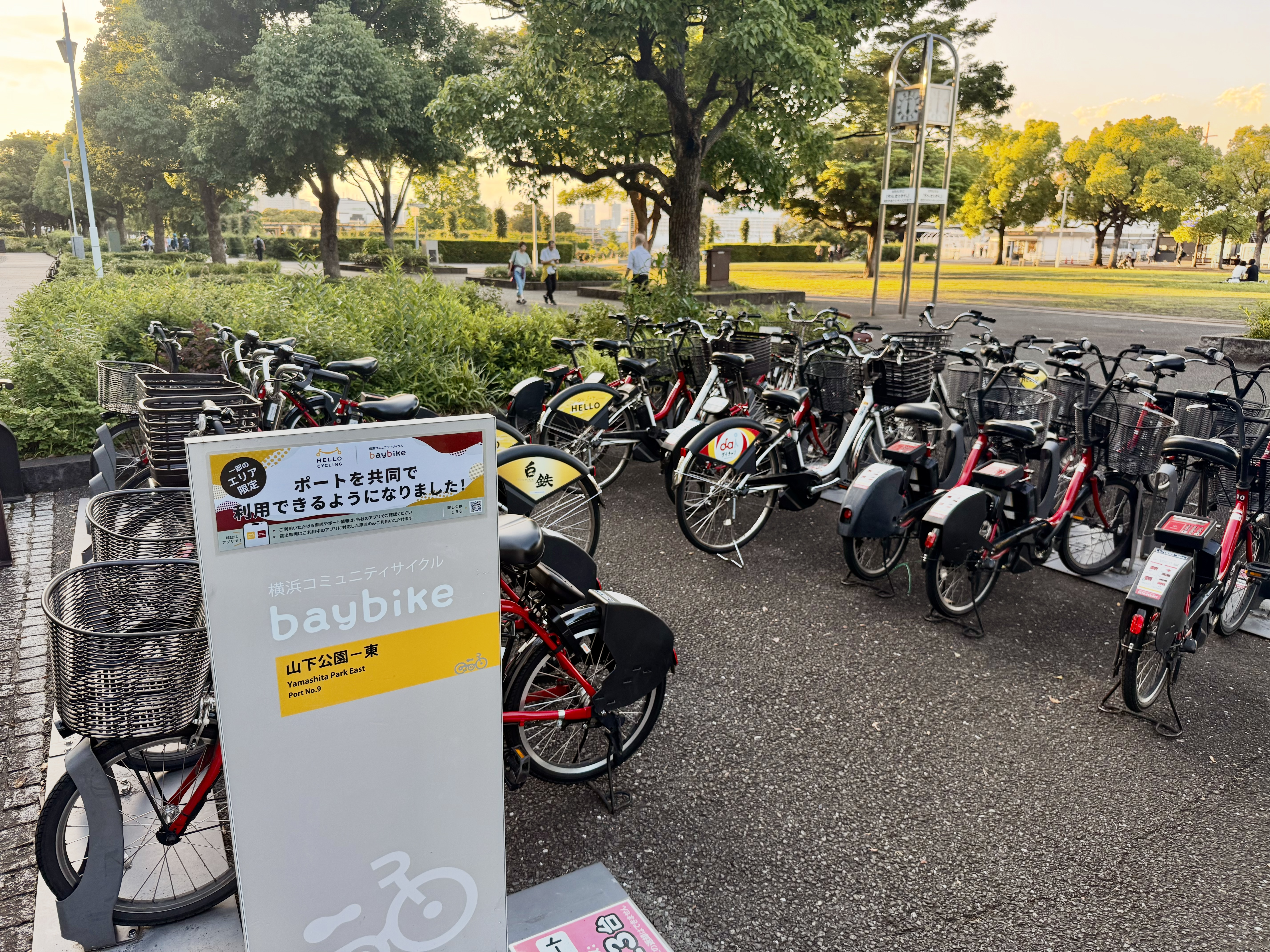
横浜市におけるドコモ・バイクシェアとHELLO CYCLINGの共同ステーション（山下公園ー東）

## HELLO MOBILITY
OpenStreetが提供するEVモビリティシェアサービスのプラットフォーム。再生可能エネルギー由来の電力をモビリティに供給することにより、サステイナブルな低炭素社会を目指している。またバッテリー情報を一元管理し、可視化や分析を行うクラウドシステムを構築することで、無駄のないエネルギー運用を行っている。
2019年9月20日に、本田技研工業の協力により提供される「ベンリィ」、「ジャイロ」を用いたスクーターのシェアサービス「HELLO SCOOTER」を東京の新宿、目黒、新橋で開始。サービスの利用には原動機付自転車が運転可能な免許証が必要。ヘルメットはスクーターに備え付けられている。
サービス開始以降、FOMM ONEなどの小型EV（電気自動車）の利用が可能となり、2022年5月にサービス名を「HELLO MOBILITY」に改称した。今後は、スクーターや自動車の電動化に加え、様々な電動マイクロモビリティをシェアモビリティとして追加し、モビリティの多様化を図ることを表明している。

## データの利活用とオープンイノベーション

### オープンデータの公開（GBFS形式）
2022年6月28日、OpenStreetが提供する自転車シェアリングのデータが、国際的に用いられているマイクロモビリティの標準フォーマットであるGBFS（General Bikeshare Feed Specification）形式で、公共交通オープンデータセンターを通じてオープンデータとして提供が開始された。このデータには、ポート位置情報や各ポートでの自転車利用可能台数が含まれており、サービス展開状況や車両の状況を把握することができる。

### 統計データの有償提供（G空間センター経由）
G空間センターを通じて、HELLO CYCLINGの利用に関する統計データを有償で提供されている。提供されるデータは主に以下の2種類がある。
- HELLO CYCLING ODデータ（OD統計データ）: シェアサイクルの貸出返却時間や場所に関する情報で、出発地（Origin）と目的地（Destination）間の移動パターンを把握することができる。

- HELLO CYCLING 車両走行軌跡データ（メッシュ統計データ）: シェアサイクル利用中の自転車車両の走行軌跡に関する情報で、メッシュ単位で集計されている。 これらのデータは、都市計画、交通、観光施策、マーケティング戦略など、様々な用途での利活用が期待されている。

### まちづくりへの活用（自転車ネットワークの見直しなど）
シェアサイクルの走行データを活用し、自転車ネットワーク計画の見直しなど、まちづくり施策に貢献している。具体例として、東京都世田谷区が2015年3月に策定した「世田谷区自転車ネットワーク計画」の見直しを支援した。この取組ではシェアサイクル（HELLO CYCLING）の走行データを活用し、実際の自転車利用状況の分析が行われた。
また、さいたま市では、スマートシティ推進コンソーシアムの一環として、電動サイクルを含むシェア型マルチモビリティ実証実験を実施し、駅とまちをつなぐ移動サービスや災害時の避難対応への活用を検討している。

### 公共交通オープンデータチャレンジへの協力
公共交通オープンデータ協議会と国土交通省が主催する「公共交通オープンデータチャレンジ2024」に協力組織として初めて参加した。GBFSに則ったデータを開発者向けに公開し、それらを活用したアプリケーションの創出をサポートした。2024年の最優秀作品には、GBFSを活用した『急がば漕げマップ』が選ばれた。

### 地域交通DX:MaaS2.0プロジェクトへの参画
国土交通省の「地域交通DX:MaaS2.0のプロジェクト」において、モビリティシェアリングシステム標準化プロジェクトに参画している。このプロジェクトは、異なるシェアモビリティ事業者がポート（ステーション）を共有する際のシステムを標準化することを目的としている。

## 事業所
- 本社 - 東京都港区海岸1-7-1　東京ポートシティ竹芝オフィスタワー35F
- サテライトオフィス - 東京都豊島区東池袋1-18-1　Hareza Tower20F　WeWork Hareza池袋内
- 関西オフィス - 大阪府大阪市中央区難波5-1-60　なんばスカイオ27F　WeWork なんばスカイオ内
- さいたまR&Dセンター - 埼玉県さいたま市北区宮原町4-25-1